# Barchfeld (Kranichfeld)

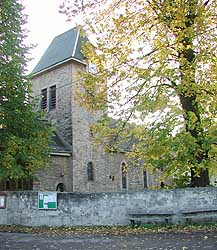
Barchfelder Kirche

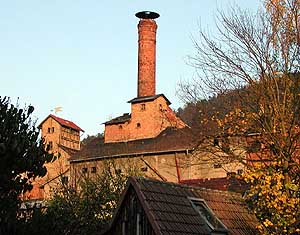
Barchfeld, Alte Mälzerei

Barchfeld ist ein Ortsteil der Stadt Kranichfeld im Landkreis Weimarer Land im Mittleren Ilmtal, Thüringen. Bis 1994 war Barchfeld a.d. Ilm eine selbständige Gemeinde. Barchfeld hat rund 100 Einwohner.

## Geographie
Barchfeld liegt am rechten Ufer der Ilm an einem nach Osten (Ilm-Saale-Platte) ansteigenden Hang.

## Geschichte
Barchfeld gehört zu den ältesten Orten der Region, eine erste urkundliche Erwähnung erfolgte bereits im 9. Jahrhundert (Güterverzeichnis der Reichsabtei Fulda). Prähistorische Funde weisen auf noch viel ältere Siedlungsplätze an dieser Stelle. Ein altes Dorfsiegel zeigte einen geduckten Kranich. Der Ortsname bedeutet ursprünglich Schweineweide (‚barg‘: verschnittener Eber). Heute dominieren Rinder, die in schwarzbunter Version ein idyllisches Bild auf den Hängen und Auewiesen um den Ort abgeben.
Das Dorf, das bis 1919 zur Kranichfelder Oberherrschaft (Sachsen-Meiningen) gehörte, besaß einst eine eigene Brauerei (mit Ausschank) und später noch eine regional bedeutende Mälzerei. Am 1. Januar 1976 wurde die damalige Gemeinde Stedten/Ilmtal in die Gemeinde Barchfeld a.d. Ilm eingegliedert, die wiederum am 9. April 1994 in die Stadt Kranichfeld eingemeindet wurde.

## Religionen
In Barchfeld gibt es eine kleine evangelisch-lutherische Gemeinde mit eigenem Gotteshaus (St. Stephan und St. Cyriakus), die bis 2013 zum Pfarramt Dienstedt gehörte und nun dem Kirchspiel Kranichfeld zuzuordnen ist.

## Infrastruktur

### Verkehr
Barchfeld liegt an der Landesstraße 3087 Ilmenau–Bad Berka, einem früheren Teilstück der B 87. Die Kreisstraße 519 verbindet Barchfeld mit Stedten. Der Ilmtal-Radweg führt an Barchfeld vorbei. Busverbindungen bestehen von und nach Stedten, Kranichfeld, Weimar, Rudolstadt, Erfurt.

### Ansässige Unternehmen
Im Ort sind keine größeren Firmen ansässig, aber einzelne Landwirtschaften (Rinder), kleinere Handwerksbetriebe (Klempner) sowie ein Anhänger-Center mit großem Mietpark.

## Öffentliche Einrichtungen

### Freizeit- und Sportanlagen
Gaststätte, Wanderwege, Ilmtal-Radweg.

## Kultur und Sehenswürdigkeiten

### Bauwerke
Innerhalb des Dorfes findet man einige aufwendig und teilweise historisch originalgetreu wiederhergestellte Bauernhäuser. Ein Dorfbrunnen nahe der Kirche spendet Trinkwasser, das viele Einheimische zum Kochen verwenden (wegen des harten Leitungswassers). Die Kirche St. Stephan und St. Cyriakus (13. Jh.; evangelisch, zum Pfarramt Dienstedt) ist bei der Renovierung 1914 als ein Natursteinbau ausgeführt worden, in dessen Inneren ein Flügelaltar von 1510 bemerkenswert ist.
Barchfeld besitzt – trotz seiner geringen Größe – zwei Friedhöfe. Der alte Friedhof an der Kirche wird nicht mehr für Neubestattungen genutzt, besitzt aber einige gepflegte Grabstellen sowie etliche verwilderte Gräber, die einen eigenen romantischen Reiz ausüben. Der neue Friedhof befindet sich in Richtung Stedten linkerhand am Hang.
Das Ortsbild von Barchfeld wird geprägt durch die Alte Mälzerei. Hier wurde bis in die 1970er Jahre hinein Gerstenmalz von guter Qualität hergestellt, mit dem zahlreiche Brauereien versorgt wurden (darunter Singen, Saalfeld und Königsee). Danach wurde das imposante Industriedenkmal von der Bäuerlichen Handelsgenossenschaft (BHG) Kranichfeld nur noch als Lager verwendet und nach der Wende von der Firma Mühl übernommen, die das Gelände brach liegen ließ. Es wurde nicht in die Gebäude investiert, so dass die Bausubstanz verfiel. Im Herbst 2006 wechselte die „Alte Mälzerei“ den Besitzer.

## Söhne und Töchter der Gemeinde Barchfeld
- Max Robert Gerstenhauer (1873–1940), völkischer Politiker, Vorkämpfer des Nationalsozialismus